# Chico Pennafiel
Chico Pennafiel (Curitiba, 9 de outubro de 1961) é uma ator, diretor e escritor brasileiro.

## Biografia
Gradua-se em Direção teatral pela PUCPR, e Interpretação pelo CPT do Teatro Guaíra, em 1984. No ano seguinte assume a direção da peça "Doce Vampiro" (estrelada por Kátia Simôes) e durante a excursão conhece o poeta Paulo Leminski, com quem propõe a produção de um espetáculo a partir da poesia em movimento. Passa a trabalhar para o Teatro de Comédia do Paraná, promovido pelo Teatro Guaíra e em 1989 escreve uma adaptação para teatro com poemas de Carlos Drummond de Andrade, como auxiliar de direção, quando encontra Paulo Autran e que, por sua vez, o apresenta a Tônia carrero. O grupo, composto também pelo coral Garganta Profunda, é convidado por Celso Nunes a promover uma série de espetáculos dentre os quais: "A Vida de Galileu" (Leben des Galilei), de Bertolt Brecht, "Mundo, Vasto Mundo" e "Seis Personagens à Procura de um Autor", de Luigi Pirandello, em que Chico alternou-se como assistente de direção, ator e adaptador.

## Anos 90
Vai para o Rio de Janeiro e ingressa como ator no Grupo Mergulho no Trágico, levando o Prêmio Shell Especial em 1991. No ano seguinte é contratado pela Rede Globo de Televisão e trabalha na novela Sonho Meu. Atua também na peça "Oréstia" (de Ésquilo) e com o diretor Márcio Vianna (Prêmio Moliére/89 e 94), na peça "A Farra dos Atores". De volta a Curitiba em 1993, dirige um grupo de adolescentes num espetáculo com poemas de Helena Kolody chamado "Literatura em Cena", com o apoio de Julmar Leardini em que lança a atriz Dig Dutra, enquanto leciona Interpretação Teatral no Colégio Positivo, no Sesi Portão e no Cena Hum.
Em 1996 participa da minissérie Pista Dupla produzido pela CNT. Após a repercussão, Marisa Orth o leva para conhecer Natália Thimberg que toma interessa no projeto com Leminski e auxilia na preparação de um recital poético. Assim estreia a peça "Caos Leminski" sob a sua direção e com um grupo de adolescentes, a partir da promessa feita ao autor 11 anos antes. O produtor de espetáculos teatrais Danilo Avelleda, presente numa das primeiras apresentações, o convida para dirigir o espetáculo "O Tenor e a Elefanta", estrelado por Ivo Lessa e com direção musical de Sérgio Kuhlmann, a partir da sátira musical de Benyan Fraz.

## Anos 2000
Segue em excursão com a peça "Caos Leminski" no Rio de Janeiro e em São Paulo até 2003, em sua última temporada estrelada por Renato Scarpin e Viviani Rayes. Afasta-se para atuar no filme O Preço da Paz, do diretor Paulo Morelli, com Lima Duarte, Herson Capri, Camila Pitanga, Giulia Gam, Danton Mello e grande elenco. Passa a lecionar no Colégio Decisivo, no SESC da Esquina, e nas Indústrias Todeschini, assim como Direção Teatral na Faculdade de Artes do Paraná - FAP. Em 2002 promove o espetáculo "Literatura Viva", de sua autoria, com patrocínio do Centro Cultural Teatro Guaíra em parceria com o Positivo.
Forma-se em Direção Cinematográfica na Academia Internacional de Cinema (AIC) e dirige o curta metragem "Bar Oito e Meia" em 2005, que estréia na II Mostra Piauí de Cinema e leva o prêmio daquele ano. Em 2006 protagoniza com Elicéia Dalprá o filme "Desaparecidos", dirigido por Antônio Marcos Ferreira, considerado o primeiro suspense com toque sobrenatural do Brasil. Passa a dedicar-se a uma série de outras produções, dentre os quais: "Paraíso" (2006), de David Barkan; "Quando as Vacas Enlouquecem" (2007), baseado nos quadrinhos de Maitena Burundarena; "Convergências" (2007), de Aly Muritiba; "A Marca do Alfinete" (2007) de Calixto Hakim, que também o dirige em "Roleta Russa", "Patrulha" (2008), de Marcel Cigano e assume a direção do videoclipe "A Maquinaíma", hit de estréia do grupo musical do ator Alexandre Nero. Ainda em 2008, participa do curta "A Morte do Tatu", produção da RPC dirigida por Glauber Gorski e Paulo Trejes. Com investimento próprio, inaugura o Teatro Sol na cidade de Curitiba, em abril de 2009, dirigindo a peça "Analice em Busca do Homem Perfeito".
Em 2010 passa a intercalar suas atividades de diretor com a produção do filme 400 Contra 1 - Uma História do Crime Organizado, dirigido por Caco Souza, atuando ao lado de Daniel de Oliveira, Daniela Escobar, Negra Li, Branca Messina e grande elenco. Ainda no mesmo ano participa ao lado de Jackson Antunes do filme Curitiba Zero Grau, produzido por Eloi Pires Ferreira, que leva dois anos para ser finalizado e ganha sua primeira exibição pública no Festival Internacional do Rio de Janeiro.

## Carreira

### Televisão
| Ano  | Título                                      | Emissora                         | Papel            |
| ---- | ------------------------------------------- | -------------------------------- | ---------------- |
| 1993 | Sonho Meu                                   | Rede Globo                       | Altair           |
| 1996 | Pista Dupla                                 | CNT                              | Geraldo          |
| 2007 | (Casos e Causos) A Marca do Alfinete        | RPC TV / Calixto Haquim          | Seu Costa        |
| 2008 | (Casos e Causos) A Morte do Tatu            | RPC TV / Laura Dalcanalle        | Guarda Florestal |
| 2010 | (Casos e Causos) Ruim Com Ele, Pior Sem Ele | RPC TV / Graphismo               | Dadá             |
| 2010 | (Minissérie) A Estreia                      | Canal Casablanca / Attyla Filmes | Gustavo          |
| 2011 | (Minissérie) Belos Demais                   | Canal Casablanca / Attyla Filmes | Rômulo           |
| 2012 | (Minissérie) Imperfeitos                    | Canal Casablanca / Attyla Filmes | Walter           |
| 2013 | (Minissérie) TPM                            | Canal Casablanca / Attyla Filmes | Baltazar Amaya   |
| 2013 | Malhação                                    | Rede Globo                       | Pablito          |
| 2015 | Os Dez Mandamentos                          | Rede Record                      | Feitor           |

### Cinema
| Ano  | Título                                          | Direção                 | Personagem       |
| ---- | ----------------------------------------------- | ----------------------- | ---------------- |
| 2003 | O Preço da Paz                                  | Paulo Morelli           | Balbino          |
| 2006 | Desaparecidos                                   | Antônio Marcos Ferreira | Dênin            |
| 2010 | 400 contra 1 - Uma História do Crime Organizado | Caco Souza              | Delegado Freitas |
| 2011 | Curitiba Zero Grau                              | Eloi Pires Ferreira     | Dono da Pizzaria |

### Curtas
| Ano  | Título                | Direção                                           | Produtora      | Personagem    |
| ---- | --------------------- | ------------------------------------------------- | -------------- | ------------- |
| 2006 | Paraíso               | David Barkan                                      | AIC            | Paulo Cachaça |
| 2007 | Convergências         | Aly Muritiba                                      | Alumiar Filmes | Adelmo        |
| 2007 | Roleta Russa          | Calixto Hakim                                     | Jupiter Filmes | -             |
| 2007 | Especialidade da Casa | Camilo Lucina e Andreza Soinegg                   | -              | Cliente       |
| 2009 | Patrulha              | Marcel Talamini, Mário Schäffer e Paulo Perazzoli | -              | Policial      |

### Direção
| Ano  | Título                      | Segmento       |
| ---- | --------------------------- | -------------- |
| 2002 | O Silêncio dos Inocentes    | Curta-metragem |
| 2005 | Bar Oito e Meia             | Curta-metragem |
| 2007 | Quando as Vacas Enlouquecem | Curta-metragem |

### Teatro
| Ano  | Peça                                   |
| ---- | -------------------------------------- |
| 1985 | Doce Vampiro                           |
| 1987 | A Vida de Galileu                      |
| 1988 | Mundo, Vasto Mundo                     |
| 1989 | Seis Personagens à Procura de um Autor |
| 1991 | Oréstia                                |
| 1992 | A Farra dos Atores                     |
| 1994 | Literatura em Cena                     |
| 1996 | Caos Leminski                          |
| 1996 | O Tenor e a Elefanta                   |
| 1998 | Cara Metade                            |
| 1998 | O Beijo no Asfalto                     |
| 1999 | Vampiro num Poço de Poesia             |
| 1999 | Um Anjo num Copo de Gelo Picado        |
| 1999 | O Burguês Fidalgo                      |
| 2001 | Senhora                                |
| 2002 | Literatura Viva: Positivo              |
| 2003 | Rock # 7                               |
| 2005 | Tipo Assim, Tá Ligado?                 |
| 2005 | A História do Cinema                   |
| 2006 | A História da Televisão Brasileira     |
| 2007 | O Pagador de Promessas                 |
| 2007 | O Humor                                |
| 2008 | Poemas de Ferreira Gullar              |
| 2008 | Projeto Décadas: Decisivo              |
| 2009 | Analice em Busca do Homem Perfeito     |
| 2011 | Fúria de Pirarucu                      |